# Jeseritz
Jeseritz este o comună din landul Saxonia-Anhalt, Germania.